# 西花园街道 (银川市)
西花园街道，是中华人民共和国宁夏回族自治区銀川市西夏区下辖的一个乡镇级行政单位。

## 行政区划
西花园街道下辖以下地区：
康庄社区、西花园社区、福利巷社区、惠民社区、橡民社区、沁园社区、梦园社区、兴洲南路社区和燕宝社区。